# Florent V de Hollande
Pour les articles homonymes, voir Florent.
Florent V de Hollande (en néerlandais : Floris V van Holland), surnommé le « dieu des paysans » (en néerlandais : « der Keerlen God »), né en 1254 à Leyde et mort assassiné le 27 juin 1296 à Muiderberg, est un comte de Hollande, qui règne de 1256 à 1296.
Il est le fils de Guillaume Ier, roi des Romains et comte de Hollande (Guillaume II) et d'Élisabeth de Brunswick-Lunebourg (nl).

## Biographie
Sa vie est exposée en détail dans le Rijmkroniek de Melis Stoke (ca. 1235-ca. 1305), son chroniqueur. Son règne passe pour avoir été paisible et marqué par une modernisation de l'administration, d'une politique favorable au commerce, et œuvrant dans l'intérêt des paysans aux dépens de la noblesse. Son règne marque aussi le début de la reconquête de la terre sur la mer. Son meurtre, ourdi par Édouard Ier, roi d'Angleterre et par Gui de Dampierre, comte de Flandre, a fait de lui un héros en Hollande.
Son père est tué en bataille en 1256 par les Frisons alors qu'il n'a que deux ans. La régence est d'abord assurée par son oncle Florent (mort en 1258), qui gouverne le comté de Hollande depuis l'élection de Guillaume à l'Empire, puis par sa tante Adélaïde, mariée à Jean d'Avesnes, mais cette dernière fut écartée après la bataille de Reimerswaal en 1263 au profit d'Otton II, duc de Gueldre.
En 1266, Florent est déclaré majeur. Il est soutenu par le comte de Hainaut de la maison d'Avesnes, ennemis des comtes de Flandre de la maison de Dampierre.
En 1272, il tente une expédition contre les Frisons dans le but de ramener le corps de son père, mais il échoue. En 1274, il doit réprimer une révolte de la noblesse conduite par les puissants seigneurs Gijsbrecht IV d'Amstel (nl) et Henry de Woerden (nl), qui tiennent des terres dans le nord de l'évêché voisin d'Utrecht et aux dépens de ce dernier. Ces seigneurs sont soutenus par les artisans d'Utrecht, les paysans de Kennemerland (environs d'Alkmaar), de Waterland (nord d'Amsterdam), d'Amstelland (environs d'Amsterdam) et des Frisons Occidentaux. Florent aida l'évêque en concluant un traité avec les artisans. L'évêque est par la suite dépendant de l'appui de la Hollande, qui est augmenté des terres des seigneurs rebelles, lorsque ceux-ci furent soumis en 1279. Il fit des concessions aux paysans de Kennemerland. Cette région était une terre de dunes où les fermiers avaient moins de droits que les fermiers des polders.
Floris change d'alliance rompant avec les Avesnes pour s'allier avec les Dampierre.
En 1282, il attaque de nouveau les Frisons, les bat à Vronen (nl) et parvient à ramener le corps de son père. Après une autre campagne en 1287-1288, il les soumet définitivement. Par ailleurs il reçut la Zélande en prêt de la part de l'empereur, mais la noblesse locale s'allia au comte de Flandre qui occupa le pays en 1290. Florent tente une entrevue de conciliation mais, fait prisonnier à Biervliet, dut abandonner ses prétentions.
Libéré, il tente de reprendre le combat, mais le roi Édouard Ier, qui a intérêt que l'embouchure des fleuves soit pacifié afin de favoriser le commerce anglais, le convainc de rester en paix. En 1292, Florent revendiqua le trône écossais, du chef de son arrière-grand-mère Ada de Huntingdon, femme de Florent III et sœur de Guillaume Ier d'Écosse. Comme l'Angleterre soutenait un autre prétendant, il renonça à l'alliance anglaise et attaqua la France.
Avec Édouard, le commerce des laines, qui se traitait à Dordrecht en Hollande se déplaça à Mechelen en Brabant. Pour obtenir une aide contre la Flandre, Florent s'allia au roi de France en 1296. Les seigneurs Gijsbrecht IV d'Amstel et Henry de Woerden mettent alors en place une conspiration avec l'aide de l'Angleterre et de la Flandre. Au cours d'une partie de chasse, le comte Florent est capturé et emprisonné au château de Muiden, propriété de Gijsbrecht. La nouvelle de sa capture se répand, et la populace et les paysans se mettent à marcher et à attaquer le château. Paniqué, Gérard de Velzen tue le comte, et les seigneurs s'enfuient. Gérard de Velzen est capturé plus tard et exécuté à Leyde. Les autres conspirateurs se sauvent en Brabant, en Flandre et peut-être en Prusse, où s'installaient beaucoup de colons et de croisés hollandais.
Après sa mort, les Frisons attaquent les « forteresses » qu'il a érigées. Le manoir de Wijdenes, la forteresse de Nieuwendoorn et le château de Medemblik, entre autres, sont pris d'assaut.

## Renommée
La vie et la mort de Florent V inspirèrent des chansons, des jeux, et des livres en Hollande. Le plus connu est la pièce de théâtre Gijsbrecht van Aemstel (XVIIe siècle) du poète et dramaturge Joost van den Vondel, qui narre le pillage d’Amsterdam quelques jours après le meurtre de Florent V.
Le surnom Dieu des paysans fut attribué après sa mort par la noblesse, dans un but d'en faire une insulte. Il avait reçu le surnom parce qu’il s’est comporté « comme s'il était le Seigneur vis-à-vis de ses paysans. » Il semble avoir reçu quarante paysans comme membres de l'ordre de Saint-Jacques sans permission de l'église, provoquant la colère de cette dernière et des douze nobles déjà acceptés dans cet ordre de Chevalerie. Cette histoire n'a aucun fondement historique, comme cette autre histoire qui prétend que Gérard de Velzen participa à la conspiration parce que Florent avait violé son épouse. Ce qui est sûr c’est que le souvenir de Florent fut transmis par les paysans de Hollande, et que le Dieu des paysans est devenu un héros symbolique durant la guerre de Quatre-Vingts Ans (1568-1648) contre l'Espagne.
Florent V de Hollande figure sur le Canon historique des Pays-Bas, liste officielle de 50 thèmes, initiative du gouvernement néerlandais, dont la première version date de 2006 et dont la deuxième version est officiellement acceptée le 3 juillet 2007.

## Famille

### Mariage et enfants
Il épouse en 1270 Béatrice de Dampierre (nl) (morte en 1296) dite aussi Béatrice des Flandres, fille de Gui de Dampierre, comte de Flandre et de Mathilde de Béthune, et ont :
- Marguerite ;
- Jean Ier de Hollande (1284-1299), comte de Hollande.

Enfants illégitimes :
- Witte van Haemstede (1280-1318) x Catherijne Agnes van der Sluijs ;
- Catherine (1280 - 12 août 1328) x Zweder Ier de Montfoort (nl) ;
- Gérard (1285 - 28 juillet 1327) x Geine Willemsdr Nn ;
- Alida x Willem de Lacher ;
- Thierry.

## Galerie

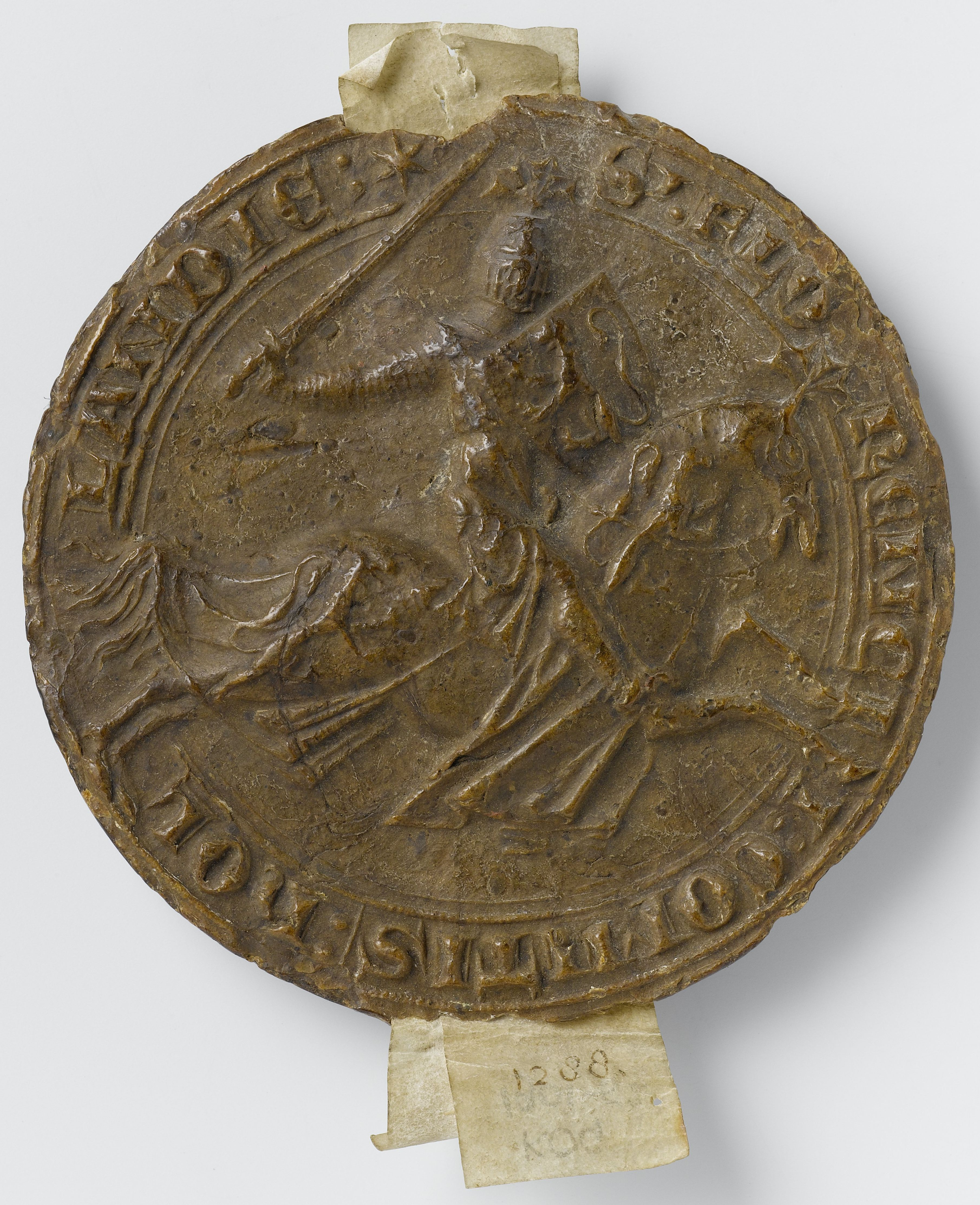
Effigie de Florent V sur un sceau.
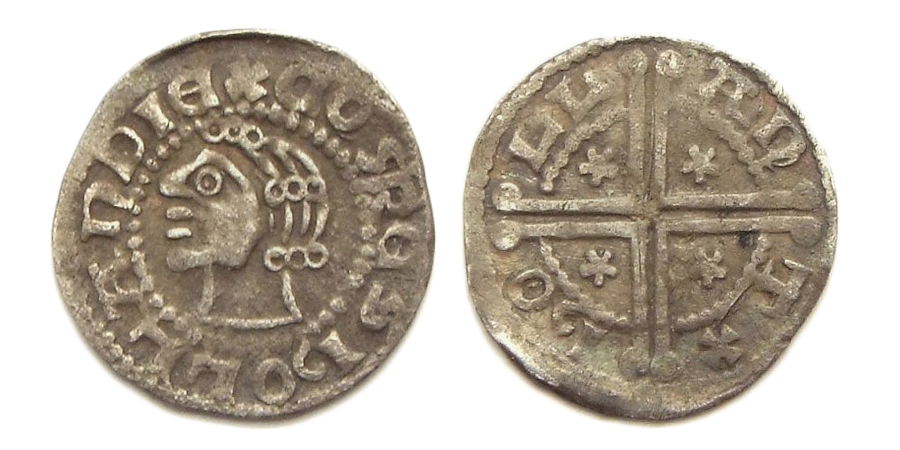
Effigie de Florent V sur une pièce.
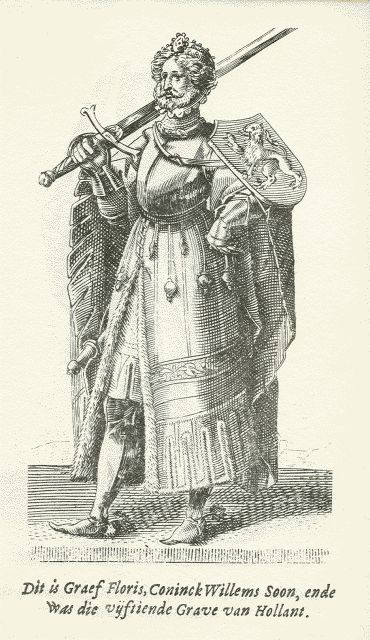
Florent V de Hollande représenté sur une gravure du XVIIe siècle.
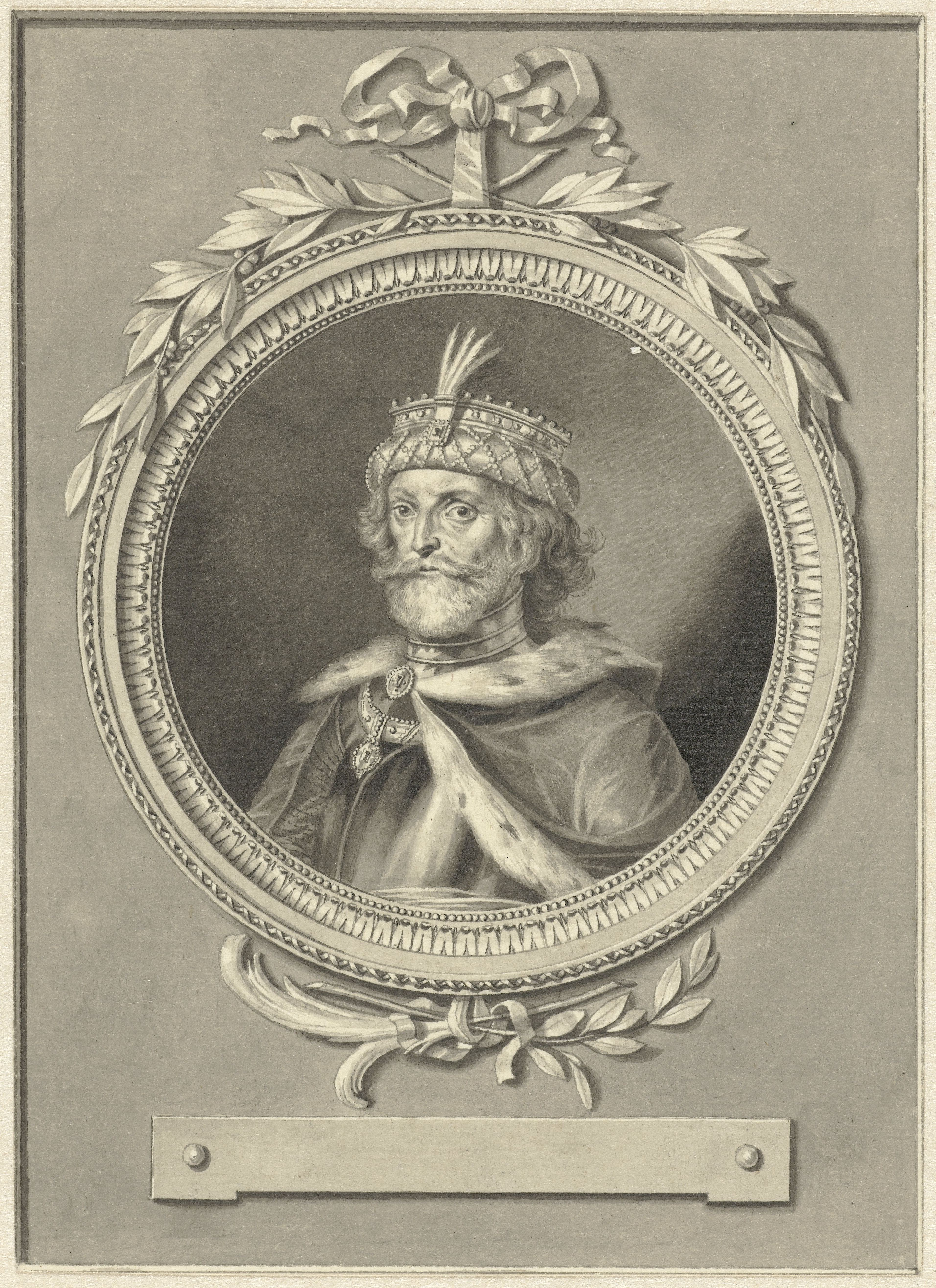
Gravure de Florent V de Hollande.
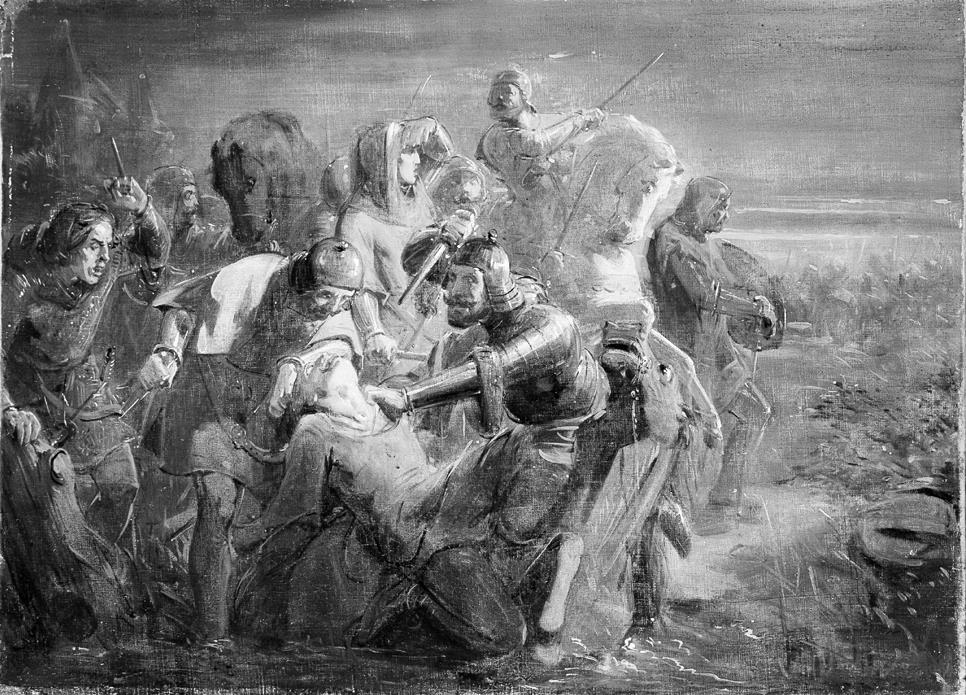
Anno 1296. Mort du Comte Florent V (Johannes Hinderikus Egenberger, XIXe siècle).
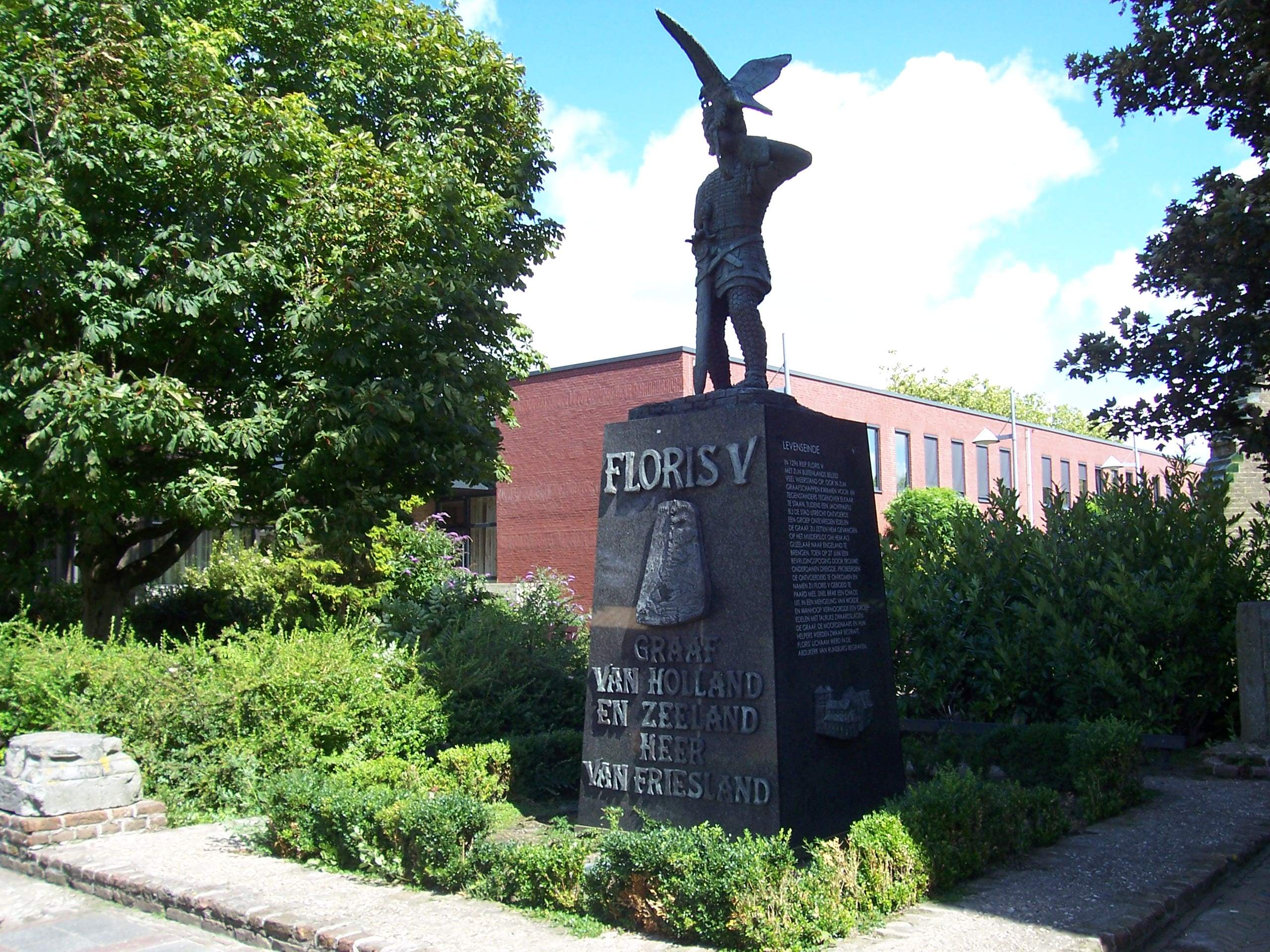
Statue de Florent V à Rijnsburg (Hollande-Méridionale).